# The Beresford
The Beresford ist ein exklusives, traditionsreiches Wohngebäude in der Upper West Side im Stadtbezirk Manhattan in New York City. Es befindet sich zwischen der 81st Street und 82nd Street an der Central Park West im Central Park West Historic District. Die Adresse lautet 211 Central Park West. Es ist neben dem The El Dorado, dem The San Remo, dem The Ardsley und weiteren eines von sieben Häusern am Central Park West, die von Emery Roth entworfen wurden.

## Beschreibung
The Beresford wurde auf einem etwa 3716 m² großen Grundstück (40.000 Quadratfuß) gebaut, auf dem das zuvor 1889 erbaute Hotel Beresford stand. Es wurde nach der 1916 verabschiedeten Bauvorschrift Zoning Resolution für New York City errichtet. Das Wohnhochhaus ist 85,3 Meter (280 Fuß) hoch und hat 23 Etagen. Das Bauwerk wird an den Ecken von drei sechseckigen Türmen mit Pyramidendächern gekrönt. Es steht in direkter Nachbarschaft zum Naturkundemuseum American Museum of Natural History.
Im Gebäude leben und lebten unter anderem Jerry Seinfeld in Isaac Sterns ehemaliger Wohnung, Diana Ross, Glenn Close, Betsy Gotbaum und Victor Gotbaum, John Stossel, Andrew McCarthy, Bob Weinstein, Bill Ackman, Kimberly Guilfoyle, Paul Singer und der ehemalige Tennisspieler John McEnroe. Zu den ehemaligen Bewohnern zählen des Weiteren Alan Brinkley, Filmproduzent David Brown und seine Frau Helen Gurley Brown, Richard Holbrooke, Tony Randall, Rock Hudson, Margaret Mead, Sidney Lumet und Laura Nyro.
Die New York City Landmarks Preservation Commission erklärte am 15. September 1987 das Gebäude zum Wahrzeichen der Stadt.

## Ansichten

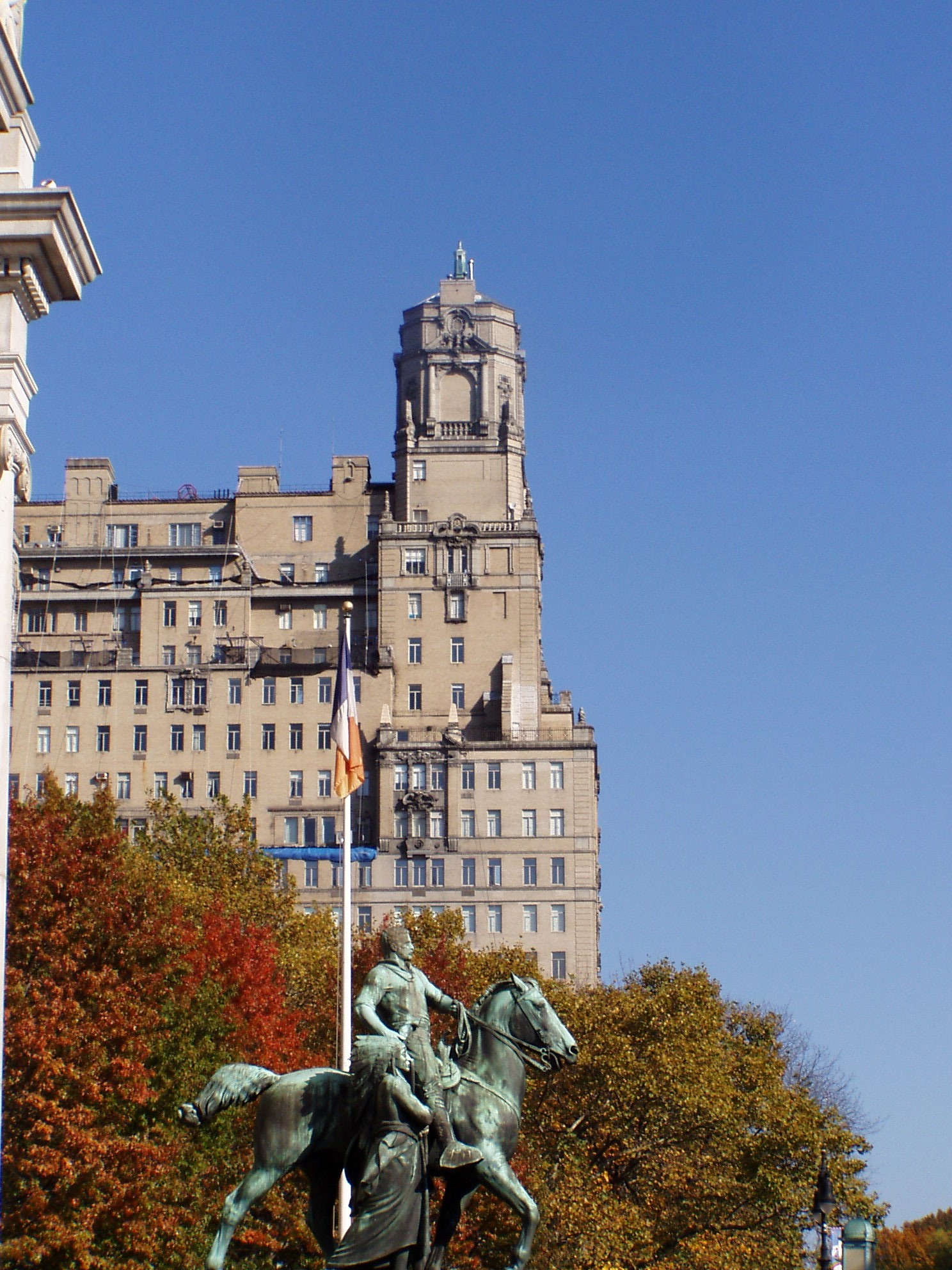
The Beresford (2006)
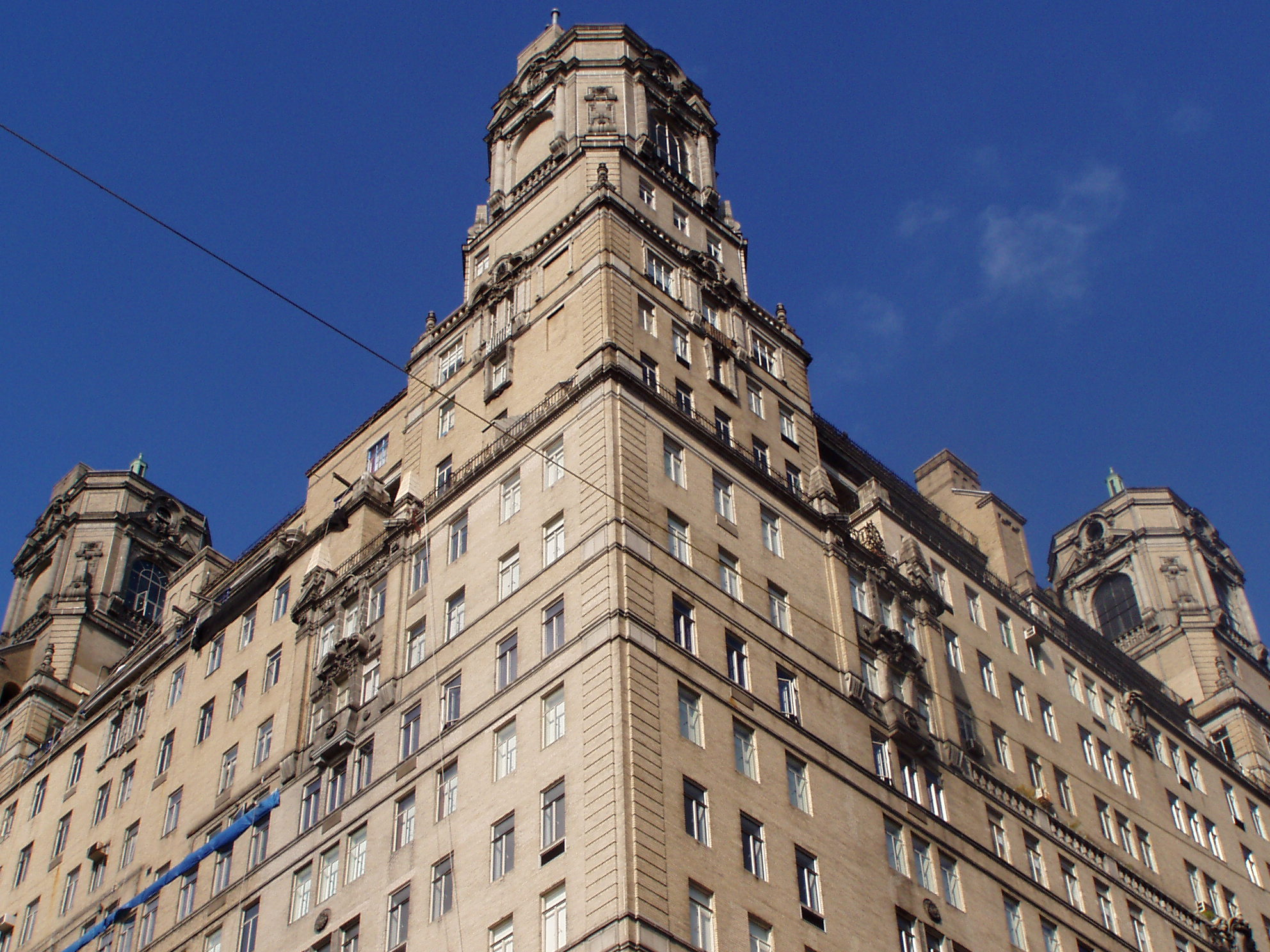
The Beresford (2006)